# Камергерский переулок
Камерге́рский переу́лок — переулок в Тверском районе Центрального административного округа города Москвы. Проходит от Тверской улицы до Большой Дмитровки. Нумерация домов ведётся от Тверской улицы. С 1998 года переулок является пешеходным и закрыт для проезда автотранспорта.
На протяжении истории переулок носил несколько названий, пока в конце XIX века не устоялось современное название Камергерский, по жившим здесь чиновникам, имевшим придворное звание камергера. В 1923 году в связи с 25-летним юбилеем находящегося здесь Московского художественного академического театра переулок был переименован в проезд Художественного театра. В 1992 году улице было возвращено историческое название.
В переулке сохранились исторические здания, авторами которых являются архитекторы Ф. О. Шехтель, М. Н. Чичагов, Б. В. Фрейденберг, Э. С. Юдицкий. Практически все строения Камергерского переулка отнесены к категории памятников архитектуры и ценных градоформирующих объектов.
Переулок связан с жизнью и творчеством деятелей русской культуры. Здесь жили писатели В. Ф. Одоевский, Ю. Ф. Самарин, Л. Н. Толстой, Ю. К. Олеша, М. А. Светлов, Э. Г. Багрицкий, Л. А. Кассиль, М. А. Шолохов, В. В. Ерофеев; поэтесса Н. Н. Матвеева; актёры В. Н. Пашенная, В. И. Качалов, А. К. Тарасова, М. И. Прудкин, Н. П. Хмелёв, С. В. Гиацинтова, Л. П. Орлова; живописец В. А. Тропинин; композитор С. С. Прокофьев и многие другие.

## Описание
Камергерский переулок идёт с юго-запада на северо-восток от Тверской улицы к Большой Дмитровке, лежит между Столешниковым и Георгиевским переулками параллельно им. Протяжённость переулка составляет 250 метров. Ширина переулка у Тверской улицы составляет 38 метров, у Большой Дмитровки — 16 метров. Продолжением Камергерского переулка за Большой Дмитровкой является улица Кузнецкий Мост.

## История
Переулок известен с XVI века, когда в квартале между ним и Георгиевским переулком был основан Георгиевский женский монастырь — первый родовой монастырь дома Романовых. Монастырь выходил в переулок северной каменной оградой, за которой находилось монастырское кладбище. В это время переулок был застроен преимущественно деревянными домами, его ширина составляла около 7 метров. Учитывая близость к Кремлю, здесь селились представители богатых и знатных московских родов. В доме отца Р. М. Захарьина, располагавшимся рядом с Георгиевским монастырём, провела своё детство первая жена царя Ивана Грозного Анастасия Романова.

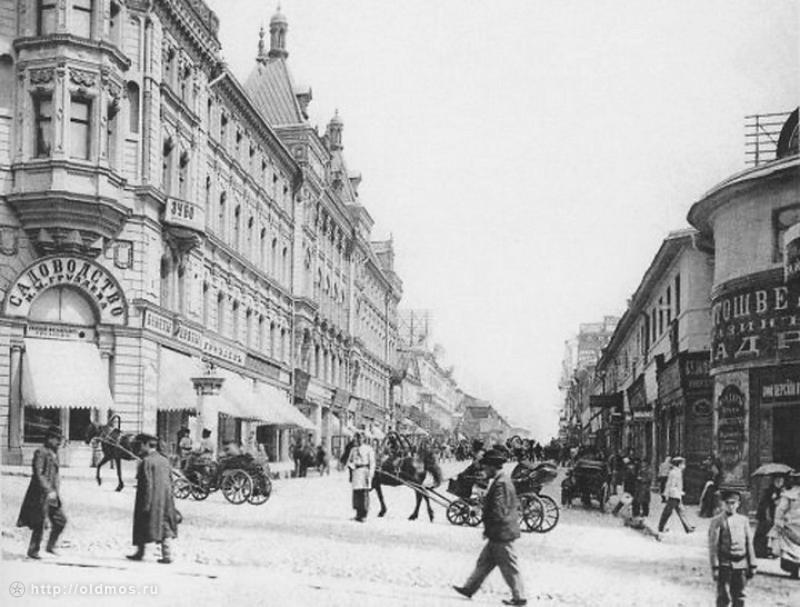
Камергерский переулок, вид от Тверской. Слева — доходный дом Толмачёвой, фото 1910—1914 гг

В XVI—XVII веках переулок не имел устоявшегося названия и именовался Квасным, по жившим здесь когда-то квасникам, Егорьевским, по Георгиевскому монастырю, и Кузнецким, поскольку считался продолжением Кузнецкого переулка.
К XVII веку бо́льшая часть строений в переулке стала каменными. На пересечении с Тверской улицей была построена церковь Спаса Преображения с колокольней, по которой переулок некоторое время носил название Спасского. В это время в переулке жили представители фамилий Стрешневых, Долгоруковых, Милославских, Голицыных, Трубецких, Одоевских. После сноса в 1787 году церкви Спаса Преображения переулок был несколько расширен. В конце XVIII — начале XIX века переулок считался продолжением находящегося по другую сторону Тверской улицы современного Газетного переулка и именовался Старогазетным, по печатавшейся в 1789—1811 годах в университетской типографии газете «Московские ведомости», и Одоевским, по самому большому зданию переулка — дому князей Одоевских.
Во время московского пожара 1812 года все дома в переулке и строения Георгиевского монастыря сгорели. После этого монастырь был закрыт, а за счёт дворов по северной стороне проезжая часть улицы была расширена до 15 метров. После 1812 года на улице строятся сохранившиеся до сегодняшнего дня здания, среди которых главный дом городской усадьбы Стрешневых и гостиница Шевалье. Во второй половине XVIII века за переулком неофициально закрепилось современное название, в связи с тем, что трое живших здесь домовладельцев — В. И. Стрешнев, П. П. Бекетов и С. М. Голицын имели придворное звание камергера. С 1886 года название Камергерский стало официально упоминаться в документах городской управы.
В конце XIX — начале XX века здесь возникает ряд примечательных зданий, определивших современный вид Камергерского переулка: архитекторы Б. В. Фрейденберг и Э. С. Юдицкий сооружают на углу с Тверской улицей большой доходный дом Толмачёвой; по проекту В. А. Величкина строится комплекс доходных домов Обуховой и Оболенского; архитектором Ф. О. Шехтелем возводится здание электротеатра с выставочным залом и перестраивается главный дом усадьбы Одоевских под размещение Московского художественного театра.
С этого времени переулок тесно связан с историей Московского художественного театра: в близлежащих к театру зданиях открывается Школа-студия и Музей МХАТ, размещаются квартиры артистов театра. В связи с 25-летним юбилеем театра, в 1923 году Камергерский переулок был переименован в Проезд Художественного театра.

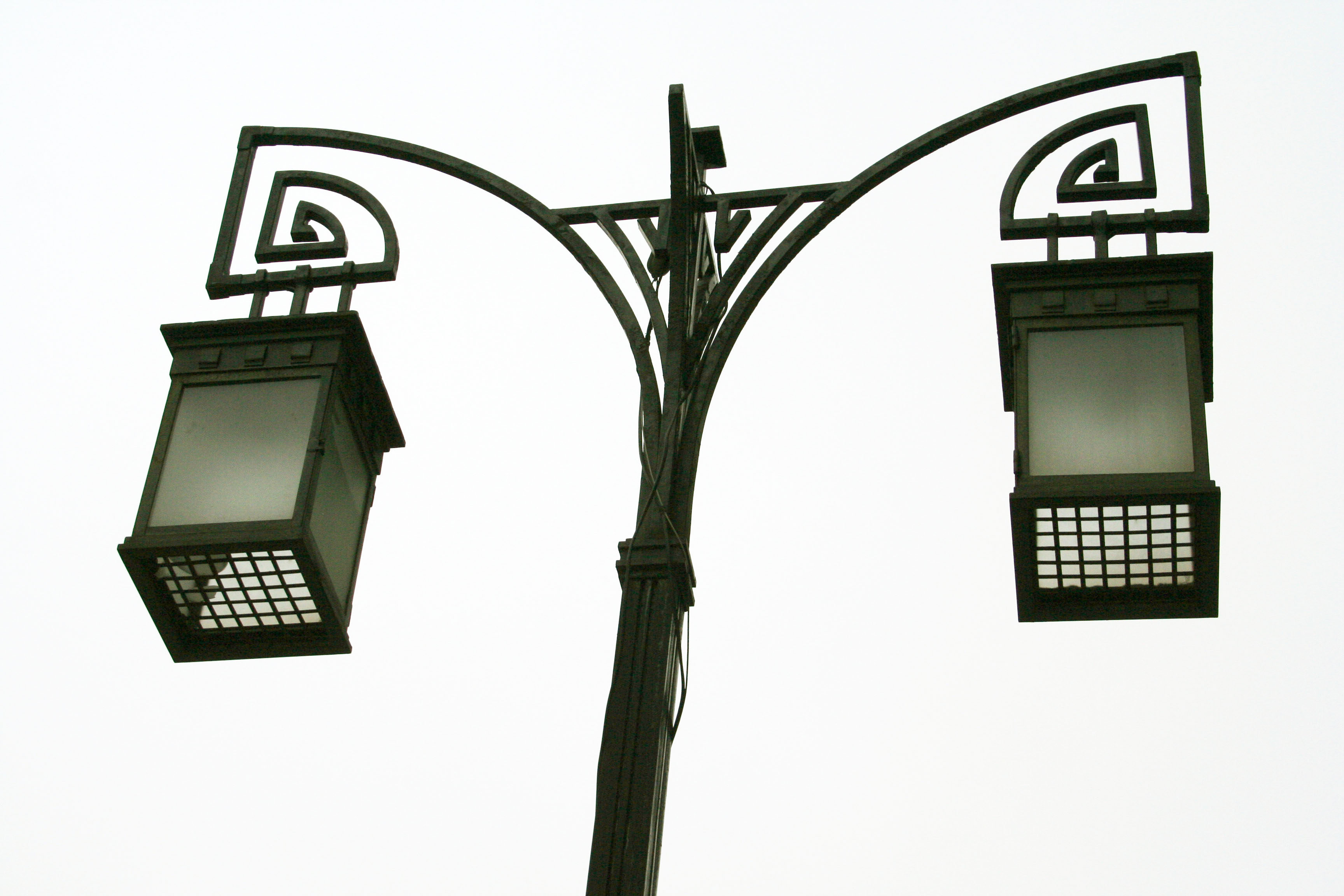
Фонарь по рисункам Ф. О. Шехтеля, 2009 г.

В 1920-е годы в переулке работало артистическое кафе «Десятая муза», в котором часто бывали В. В. Маяковский, Д. Д. Бурлюк, В. Я. Брюсов, С. А. Есенин и другие литераторы. В 1930 году в начале переулка был построен жилой дом кооперативного товарищества «Крестьянская газета», в котором поселились более 40 писателей и поэтов того времени, среди которых семьи В. В. Вишневского, Л. Н. Сейфуллиной, М. А. Светлова, В. М. Инбер, Н. Н. Асеева, Ю. К. Олеши, Э. Г. Багрицкого, В. П. Ильенкова, и других. В 1930-е годы протяжённость переулка несколько сократилась, за счёт сноса в ходе реконструкции Тверской улицы углового дома по чётной стороне и основной части доходного дома Толмачёвой по нечётной стороне переулка.
В ходе разработки Генерального плана реконструкции Москвы 1935 года предполагалось включить переулок в состав нового Центрального полукольца. Однако эти планы реализованы не были.
В 1992 году решением Президиума Моссовета переулку было возвращено историческое название Камергерский.
Идея закрыть автомобильное движение в переулке возникала давно, однако лишь 26 октября 1998 года в соответствии с распоряжением мэра Москвы Ю. М. Лужкова в Камергерском переулке была торжественно открыта пешеходная зона. Улица была выложена гранитной брусчаткой, отреставрированы и архитектурно освещены фасады выходящих в переулок домов, с целью возвращения Камергерскому исторического облика 100-летней давности, были ликвидированы некоторые элементы современной архитектуры, установлены уличные фонари по рисункам архитектора Ф. О. Шехтеля. Кроме этого, в ходе реконструкции в Камергерском переулке были заменены все коммуникации — телефонные и электрические кабели, водосток, канализация и водопровод. Тогда же в переулке был установлен памятник А. П. Чехову (скульптор М. К. Аникушин, архитекторы М. М. Посохин и М. Л. Фельдман). Ю. М. Лужков принял решение установить памятник писателю в углу, образованному домами № 2 и № 4, там, где долгое время находился общественный туалет, что вызвало многочисленную критику со стороны деятелей культуры. В частности против этого возражала вдова М. К. Аникушина, академик Д. С. Лихачёв, президент Российской академии архитектуры и строительных наук А. Г. Рочегов. Коллектив архитекторов, реставраторов и строителей, участвовавших в создании пешеходной зоны, был признан победителем конкурса на лучшую реставрацию, реконструкцию памятников архитектуры и других объектов.
В настоящее время в переулке работает два музея (МХАТ и Музей Сергея Прокофьева), открыто большое количество ресторанов, кафе и магазинов, среди которых «Дом педагогической книги» — один из старейших книжных магазинов Москвы.
| |
| - Координаты начала переулка: 55°45′33″ с. ш. 37°36′43″ в. д. - Координаты конца переулка: 55°45′37″ с. ш. 37°36′54″ в. д. |

## Примечательные здания и сооружения

### По нечётной стороне

#### Доходный дом А. Г. Толмачёвой (№ 1/6)

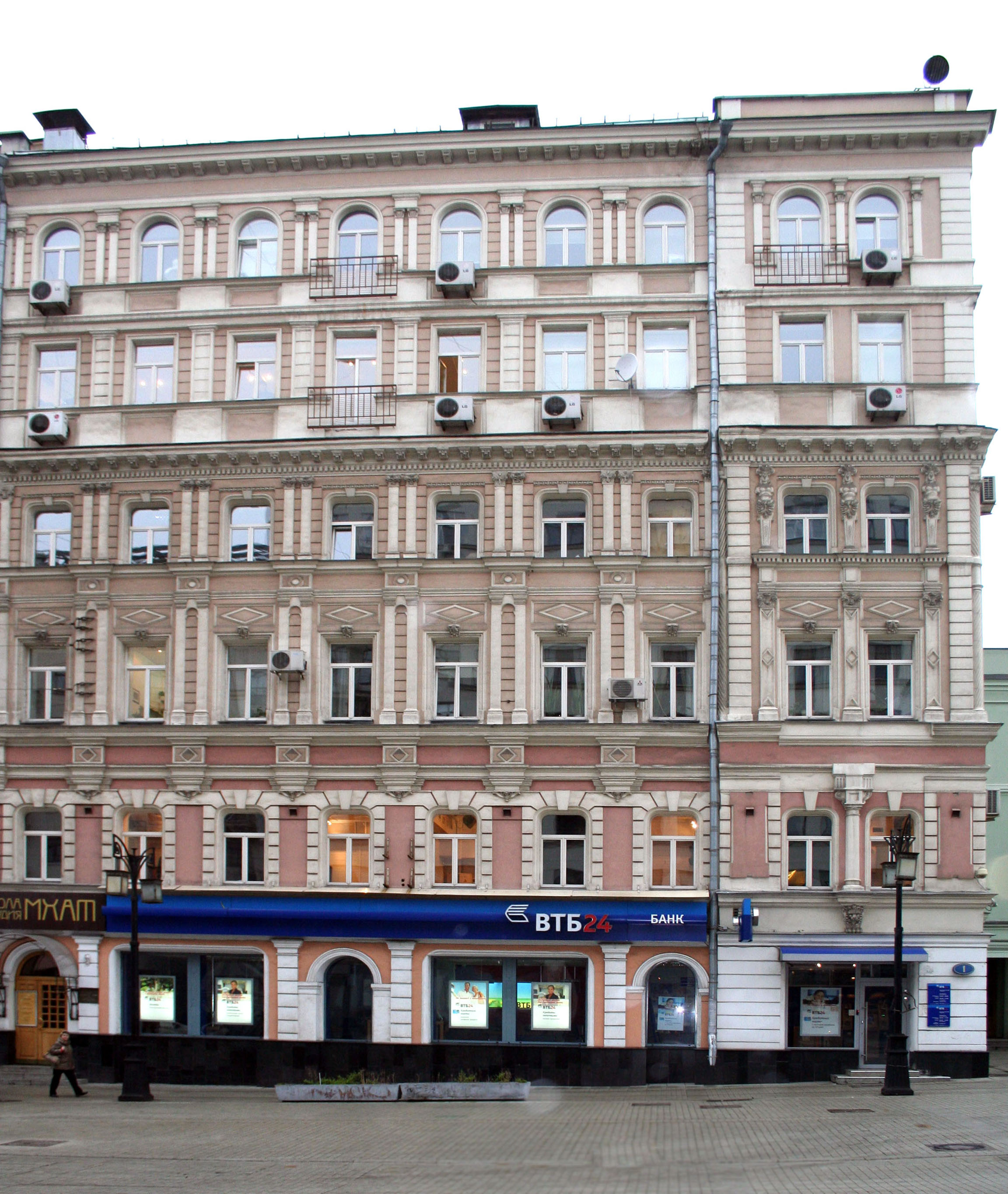
Сохранившаяся часть доходного дома А. Г. Толмачёвой, 2009 г.

В начале XVII века на этом месте стояла каменная церковь Спаса Преображения, восточнее которой находился одноэтажный деревянный дом её священника. В 1789 году, на основании доклада П. Д. Еропкина Екатерине II, церковь была снесена в связи с ветхостью, её территория была частично использована на расширение переулка, а частично отошла владельцу соседнего участка князю М. И. Долгорукову. После пожара, случившегося в переулке в 1773 году, Долгоруков построил в глубине своего участка двухэтажные каменные палаты, простоявшие на этом месте вплоть до 1930-х годов. В 1920-е годы в этих палатах размещалась 2-я студия Московского художественного театра. В начале XIX века угловую часть переулка с Тверской улицей занимал участок, принадлежавший генерал-лейтенанту И. И. Моркову, среди крепостных которого был знаменитый русский живописец В. А. Тропинин. Семья художника жила в доме, который находился в глубине участка.
В середине XIX века участком владела С. Ю. Самарина, мать известного русского публициста и философа Ю. Ф. Самарина, который некоторое время проживал в этом доме. Здесь в свой последний приезд в Москву побывал М. Ю. Лермонтов и перед отъездом вручил Самарину своё стихотворение «Спор». В доме также размещался «Санкт-Петербургский магазин бриллиантовых вещей».
В 1891 году по проекту архитекторов Б. В. Фрейденберга и Э. С. Юдицкого на участке был построен доходный дом для А. Г. Толмачёвой. При строительстве фундамента дома в 1883 году были найдены склепы и захоронения церкви Спаса Преображения. В доме Толмачёвой находился ресторан «Рояль», магазин Ворониной, магазин военных и гражданских вещей И. Т. Каткова, павильон фотографа Ф. К. Вишневского, магазин Груздева «Садоводство». В здании был большой зал со сценой, который занимал сначала Железнодорожный клуб, а затем театр «Весёлые маски». В 1914 году в здании были проведены ремонтные работы по проекту архитектора В. С. Кузнецова. В 1920-х годах в доме находилось артистическое кафе «Десятая муза», названное в честь музы кино. В «Десятой музе» собирались кинематографисты, актёры, операторы, художники, подписывались контракты на постановку фильмов. В кафе также проводились общие собрания Всероссийского союза поэтов. Здесь бывали В. В. Маяковский, В. В. Каменский, Д. Д. Бурлюк, В. Я. Брюсов, С. А. Есенин, И. Г. Эренбург, А. Б. Мариенгоф и другие. В 1918 году Брюсов написал в кафе импровизацию «Memento mori». В апреле того же года в кафе «Десятая муза» открылось кабаре «Короли экрана среди публики», в котором участвовали актёры Вера Холодная, Владимир Максимов, Вячеслав Висковский, Осип Рунич, Иван Худолеев и другие. В доме жили: дирижёр и профессор Московской консерватории И. В. Гржимали, солистка Большого театра оперная певица М. А. Дейша-Сионицкая, народные артисты СССР Л. М. Леонидов и В. Н. Пашенная. Основная часть доходного дома была разрушена в результате реконструкции Тверской улицы и на её месте в 1937—1940 годах был построен жилой дом по проекту архитектора А. Г. Мордвинова и инженера П. А. Красильникова. В настоящее время от дома, построенного Б. В. Фрейденбергом и Э. С. Юдицким, осталась лишь небольшая часть, надстроенная в 1938 и 1960 годах. В 1980-е годы в здании находилась популярная «Пельменная» — одно из немногих круглосуточных заведений общественного питания в Москве.
В настоящее время в здании размещается «Школа-студия МХАТ, отделение банка ВТБ 24». Дом имеет также адрес № 6 строение 7 по Тверской улице. Здание является ценным градоформирующим объектом.

#### Усадьба П. И. Одоевского (Московский художественный театр им. Чехова) (№ 3)

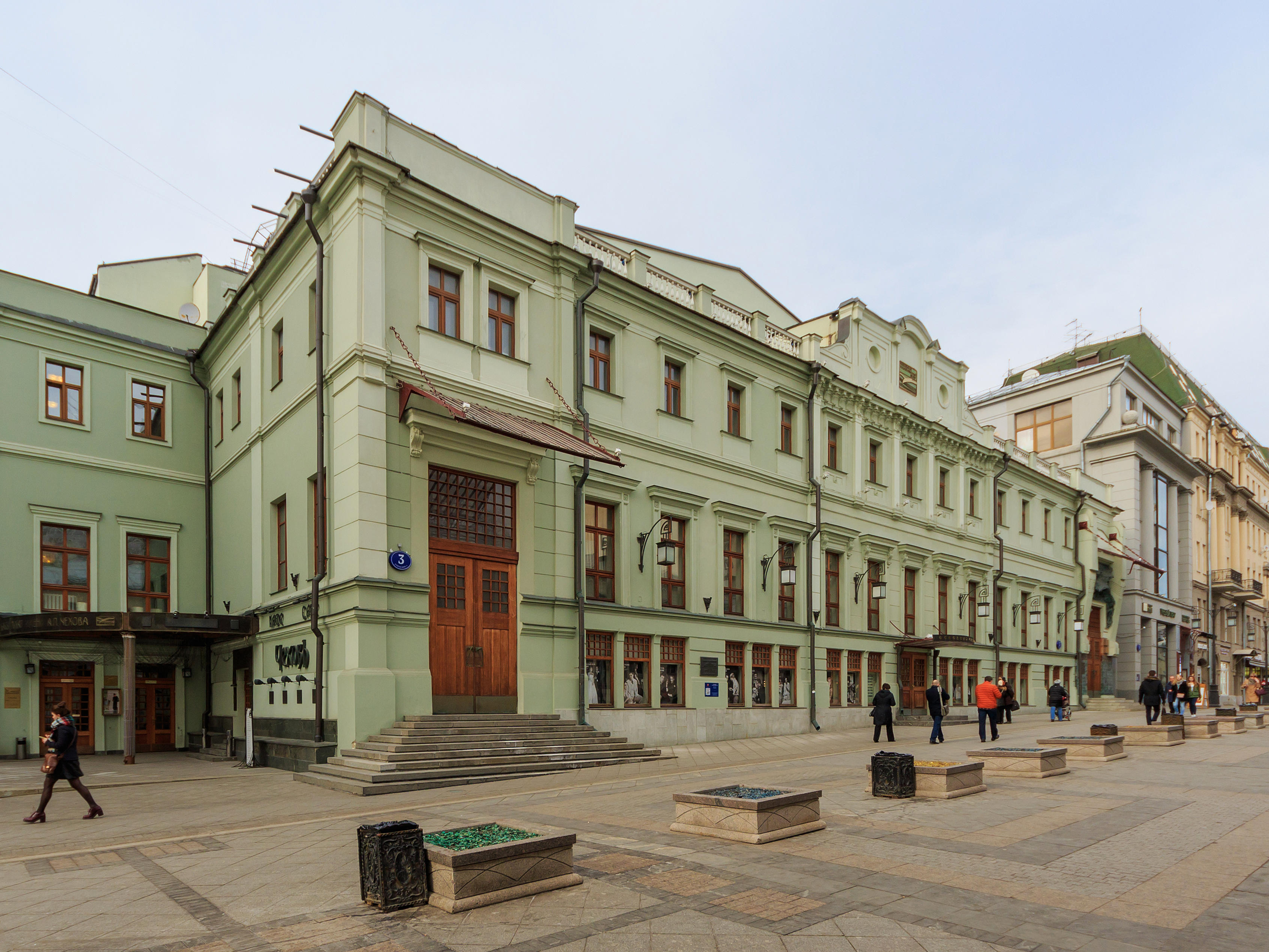
Здание МХТ им. А. П. Чехова, 2016 г.

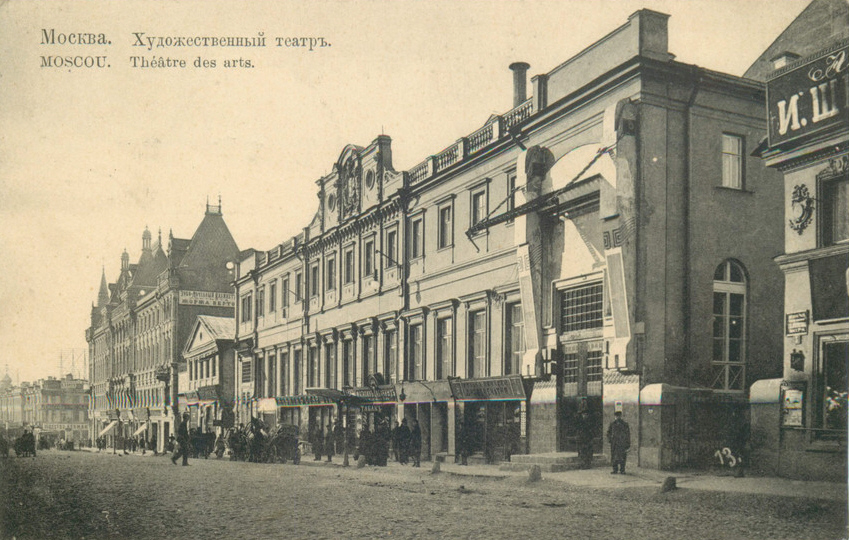
За зданием МХТ (вид в сторону Тверской улицы) виден несохранившийся дом № 1, фото 1900-х годов

По преданию, в середине XIV века владение принадлежало воеводе Дмитрия Донского Иакинфу Шубе. Позднее здесь находился дом окольничьего князя С. Львова. В начале XVIII века владение делилось на две отдельные части пересекавшим его тупиком. Одной половиной владел родственник первой жены царя Алексея Михайловича стольник А. И. Милославский, другой — дьяк Г. С. Дохтуров. В 1757 году участок принадлежал дочери Милославского С. Л. Бахметевой, которая в 1767 году продала его Т. А. Пассек и князю П. И. Одоевскому. В 1776 году обе части владения перешли П. И. Одоевскому, который в 1778 году построил на участке двухэтажный деревянный дом. Во время пожара 1812 года деревянные строения сгорели и князь Одоевский в 1817 году отстроил на старом фундаменте трёхэтажный каменный особняк с колоннадой, изящным ионическим портиком и двухэтажными флигелями по бокам. В 1826 году, после смерти П. И. Одоевского, владение перешло его троюродной племяннице В. И. Ланской. В доме Ланской прожил детские и юношеские годы выдающийся мыслитель, писатель и музыковед В. Ф. Одоевский. У В. Ф. Одоевского бывали Д. В. Веневитинов, А. С. Грибоедов, В. К. Кюхельбекер, М. П. Погодин, А. И. Кошелёв, И. В. Киреевский. В. И. Ланская часто сдавала дом внаём: в 1832—1836 годах в главном доме жила чета Долгоруких, знакомых А. С. Пушкина, который, возможно, бывал у них; в конце 1830-х годов в доме находился литературный кружок поэта С. Е. Раича; размещалась «Библиотека для чтения и книжная лавка Эльцнера»; жил профессор Московской медико-хирургической академии П. П. Заблоцкий-Десятовский. В 1851 году шведский художник и фотограф Карл Петер Мазер на один год открыл дагерротипную фотостудию.
После смерти Ланской, дом в 1851 году был приобретён у её сыновей С. А. Римским-Корсаковым, сыном известной московской барыни М. И. Римской-Корсаковой. Новый владелец усадьбы перестроил её в 1852 — 1853 годах по проекту архитектора Н. А. Шохина, застроив пространство между главным домом и флигелями, надстроив третий этаж и изменив декор фасада. С. А. Римский-Корсаков был женат на кузине А. С. Грибоедова Софье, которая, возможно, послужила прототипом Софьи в «Горе от ума». Римский-Корсаков вёл жизнь не по средствам, и в 1872 году дом был выставлен на аукцион за долги. На аукционе имение было приобретено купцами Г. М. Лианозовым и М. А. Степановым. После смерти Степанова Лианозов стал единственным владельцем усадьбы.

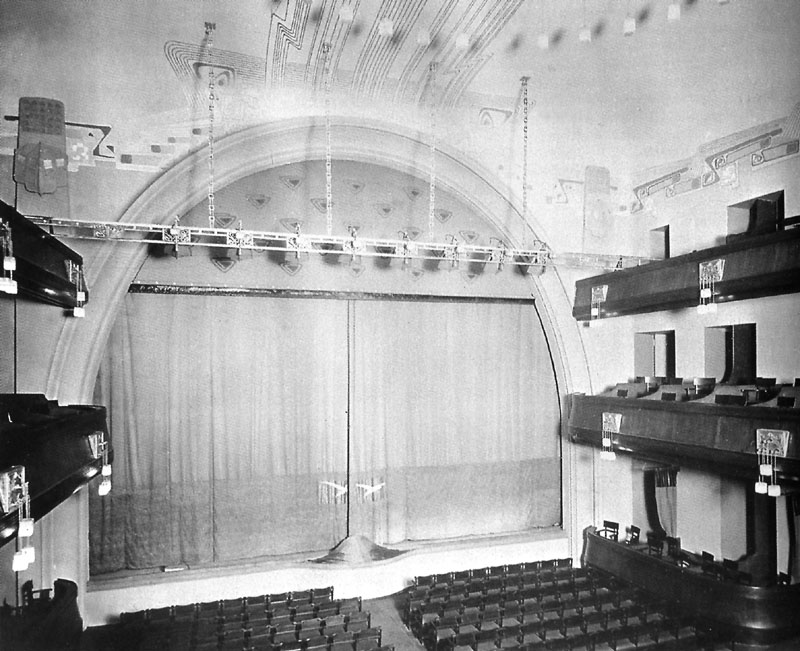
Зал театра после перестройки 1900—1903 гг.

В 1882 году по заказу Лианозова архитектор М. Н. Чичагов перестроил здание под театр: большая часть двора между двумя зданиями была застроена сценой, а зрительный зал разместился в центральной части задних комнат особняка. Лианозов сдавал здание театра в аренду различным театральным коллективам: итальянской опере (здесь выступали известные теноры Ф. Таманьо и А. Мазини), театру Ф. А. Корша, труппе Н. К. Садовского и М. К. Заньковецкой, театру Е. Н. Горевой, труппе антрепренёра М. В. Лентовского, кафешантану Шарля Омона. В труппе Горевой участвовали актёры М. В. Дальский, Н. П. Рощин-Инсаров, здесь состоялся дебют Л. В. Собинова. 9 января 1885 года на сцене театра была дана опера А. С. Даргомыжского «Русалка» — первый открытый спектакль Частной оперы С. И. Мамонтова. В 1889 году тыльная сторона здания была перестроена под артистические и подсобные помещения, а в 1890 году левый флигель усадьбы перестроен под магазины: здесь разместились винный магазин «Кахетия», кондитерская «Миньон», магазин игрушек «Мать и дитя». В 1898 году Г. М. Лианозов заказал архитектору Ф. О. Шехтелю перестроить правый флигель и часть главного здания под жилой дом, однако планы не осуществились — был лишь снесён правый флигель усадьбы.

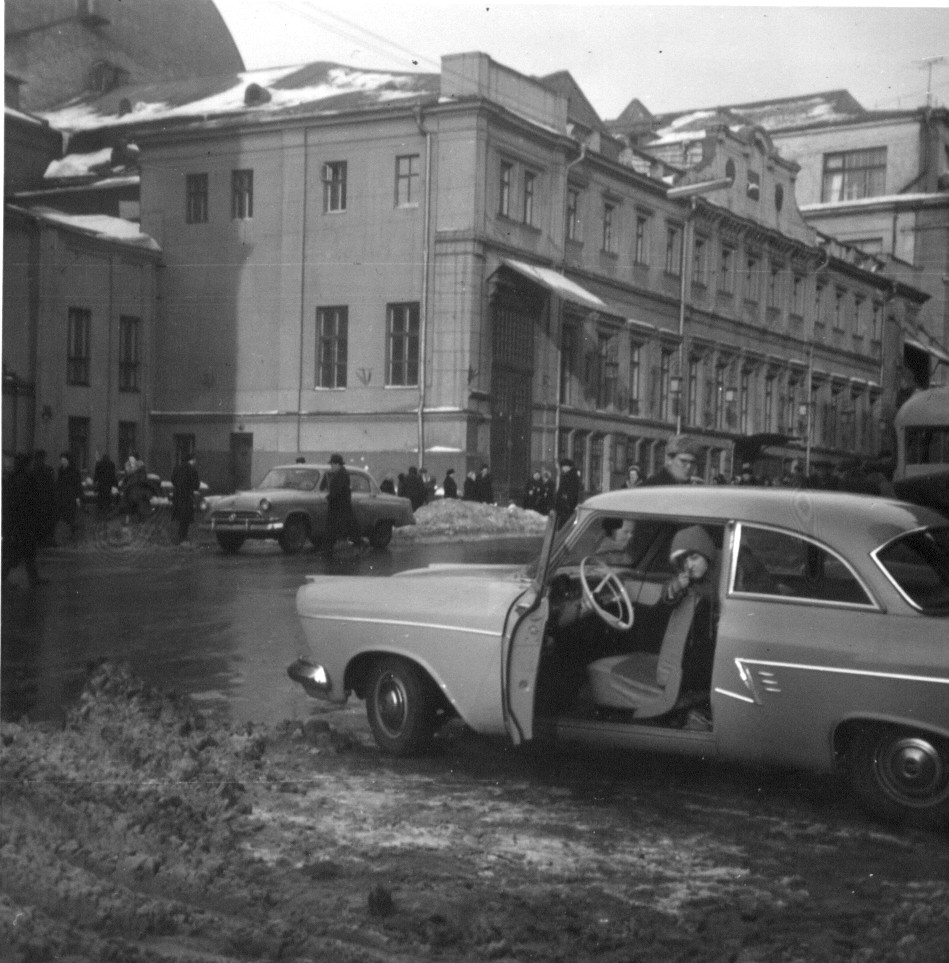
Здание театра в 1959 г. Видна нереконструированная сценическая коробка

В 1902 году здание было арендовано на 12 лет С. Т. Морозовым для основанного в 1898 году К. С. Станиславским и Вл. И. Немировичем-Данченко Московского Художественного театра, располагавшегося до этого в саду «Эрмитаж». По заказу С. Т. Морозова архитектор Ф. О. Шехтель (при участии И. А. Фомина и А. А. Галецкого) перестроил здание, в результате чего большая сценическая коробка заняла весь бывший двор и существующую до этого сцену. В проектировании сцены участвовал антрепренёр М. В. Лентовский, технические работы выполнялись под руководством братьев Жуйкиных. Кроме двух основных входов по бокам, в центре здания был сооружён главный вход. Несмотря на то, что изначально планировалось целиком перестроить фасад театра в стиле модерн, эти планы не были реализованы и фасад сочетает в себе элементы модерна (входные двери, рисунок оконных переплётов, фонарей) и элементы прежней эклектичной обработки. В результате перестройки вместимость театра увеличилась до 1300 мест. Строительство обошлось Морозову в 300 тысяч рублей, при этом проект был выполнен Ф. О. Шехтелем бесплатно.

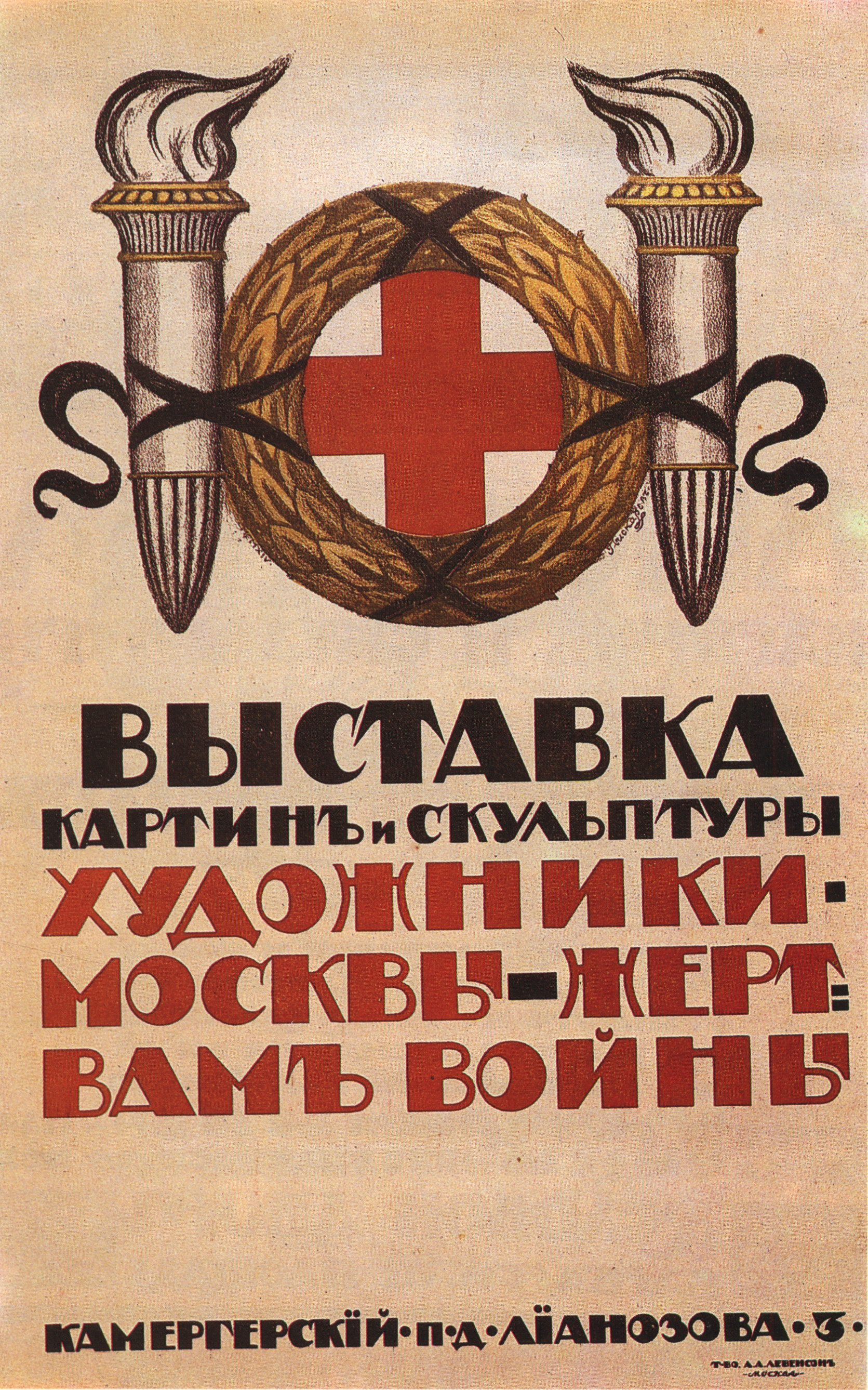
Плакат, сообщающий о проведении выставки в доме Лианозова. 1914.

В 1903 году при здании была смонтирована электростанция и сооружена пристройка, в которой разместилась малая сцена театра. Вход на малую сцену был облицован с обеих сторон голубовато-зеленоватой керамической плиткой, а над ним в 1903 году размещён монументальный горельеф «Море житейское» (другие названия «Волна», «Пловец» скульптора А. С. Голубкиной, выполненный по заказу С. Т. Морозова. Разное решение входов было продиктовано театральной иерархией зрителей: достаточно простой левый вход вёл к верхним ярусам, а правый — к бельэтажу и партеру.
Помимо театральных помещений в здании были оборудованы жилые помещения для актёров: в квартире № 9 с 1922 по 1928 годы жил артист В. И. Качалов, а в квартире № 8 — А. К. Тарасова.
В 1983 году здание вновь было реконструировано: сценическая коробка отрезана от дома и отодвинута назад на 24 метра, пристроены помещения под гримёрные, склады декораций, смонтировано новое техническое оборудование сцены. В это же время были реставрированы интерьеры фойе и зрительного зала театра коллективом архитекторов-реставраторов под руководством Г. П. Белова. Первый спектакль в обновленном здании был дан 1 ноября 1987 года.
В настоящее время в здании размещается Московский художественный театр им. А. П. Чехова (художественный руководитель с 2000 года по 2018 год О. П. Табаков). С середины 2000-х годов идёт реконструкция здания театра, связанная с заменой технологического оборудования: света, механизации, звука и инженерных коммуникаций. Руководство театра посчитало недостаточно представительными некоторые детали интерьеров, оформленных Ф. О. Шехтелем, в результате чего каменные сходы в кулуарах были заменены на выполненные из белого мрамора, со стен Чайного буфета были сняты панели, закрашен ряд росписей, заменена мебель. У руководителя театра О. П. Табакова также есть планы по сносу художественно-производственных мастерских во дворе театра и строительстве на их месте нового здания. Здание театра является объектом культурного наследия федерального значения.
3 сентября 2014 года перед входом в театр был установлен памятник основателям МХТ К. С. Станиславскому и Вл. И. Немировичу-Данченко по проекту А. В. Морозова.

#### Электротеатр и выставочный зал (Музей МХАТ) (№ 3а)

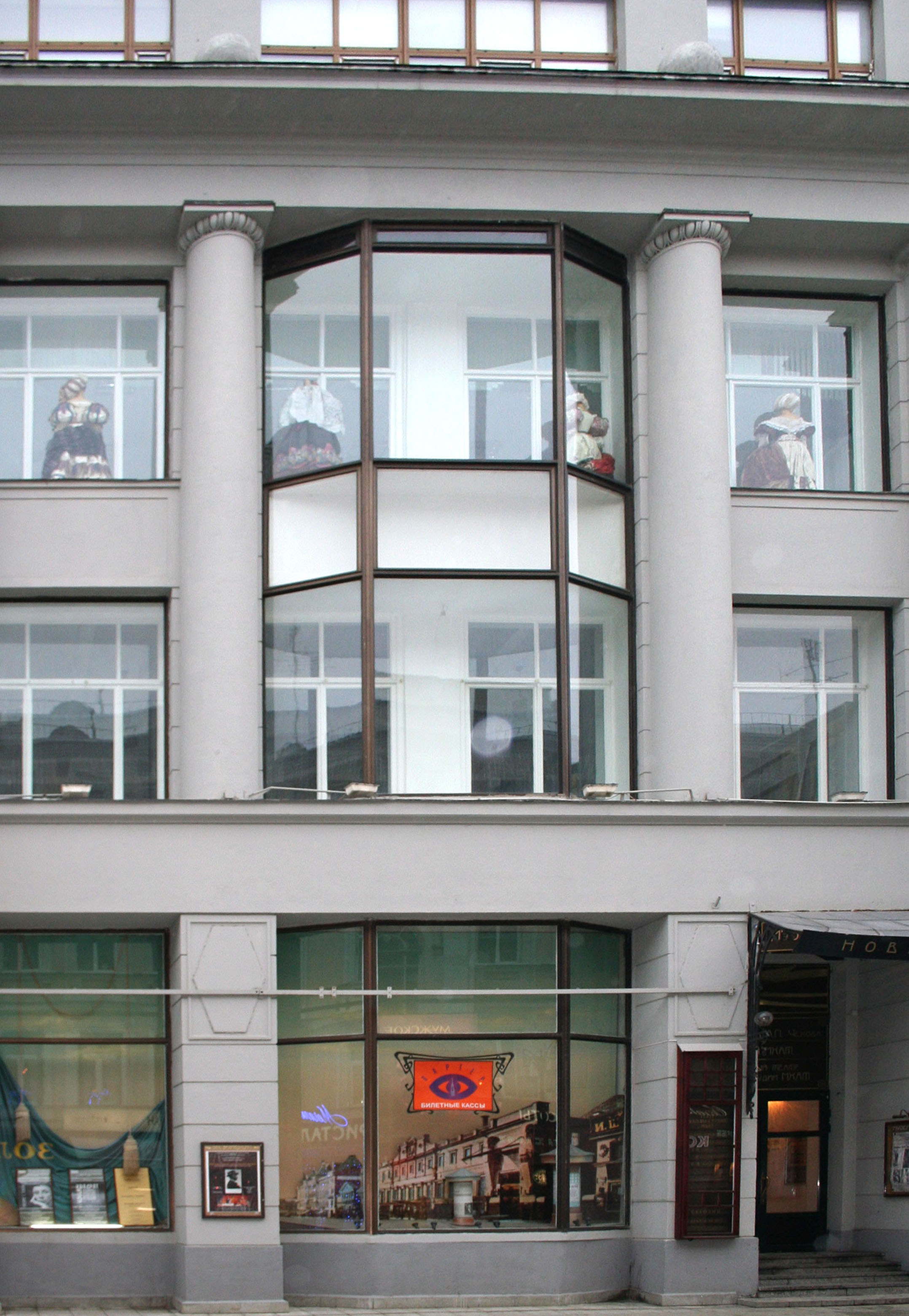
Фасад здания, 2009

В 1915 году на месте снесённого в 1898 году восточного (правого) флигеля усадьбы Одоевских по заказу его владельца Г. М. Лианозова архитектором Ф. О. Шехтелем было построено четырёхэтажное здание. В высоту и в ширину фасад здания разделён на три неравные части. Средняя часть имеет ордерное построение: она расчленена двумя дорическими полуколоннами, которые поддерживают антаблемент с глубоким карнизом, отделяющий верхний этаж. Средняя часть фасада выделяется большими эркероподобными окнами первых трёх этажей. Оконные переплёты, являющиеся по замыслу архитектора неотъемлемой частью фасада, сохранились лишь частично.

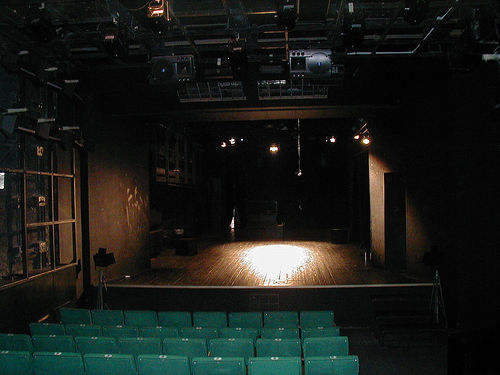
Зал учебного театра Школы-студии МХАТ, 2006

Первоначально предполагалось, что здесь разместится «научный электротеатр» и театр-кабаре Н. Ф. Балиева «Летучая мышь». Однако выстроенное здание начало сдаваться внаём под размещение магазинов, контор и проведение выставок. В годы Первой мировой войны здесь действовал госпиталь, который принимал раненых и после Октябрьской революции. Позднее в здании проходили выставки «Товарищества передвижных художественных выставок», до 1939 года размещалось общежитие рабфака Московского университета имени М. Н. Покровского и университетская столовая.
В 1924 году(по другим данным в 1938 году) здание было передано Московскому художественному театру. В здании разместилась Школа-студия МХАТ, открытая 20 октября 1943 года, среди выпускников которой такие известные актёры, как Алексей Баталов, Леонид Броневой, Евгений Евстигнеев, Татьяна Доронина, Олег Басилашвили, Татьяна Лаврова, Альберт Филозов, Владимир Высоцкий, Николай Караченцов, Елена Проклова, Александр Балуев, Евгений Миронов и многие другие. В 1956 году в аудиториях Школы-студии репетировались первые спектакли театра «Современник», основанного группой молодых актёров МХАТ. В настоящее время основные помещения Школы-студии находятся в доме № 1, в доме № 3а размещается учебный театр Школы.
С 1947 года (по другим данным, с 1939 года) и до сегодняшнего времени здесь работает Музей МХАТ, который обладает уникальным собранием документальных фондов, сценических костюмов и макетов, театральной живописи, графики и скульптуры, мемориальных вещей, театральных реликвий. Музей располагает коллекцией произведений живописи и графики Н. К. Рериха, Б. М. Кустодиева, М. В. Добужинского и других. Директором музея с 1923 года по 1952 год работал писатель Н. Д. Телешов. Здание является объектом культурного наследия регионального значения.

#### Комплекс доходных домов Е. А. Обуховой и князя С. С. Оболенского (№ 5/7)

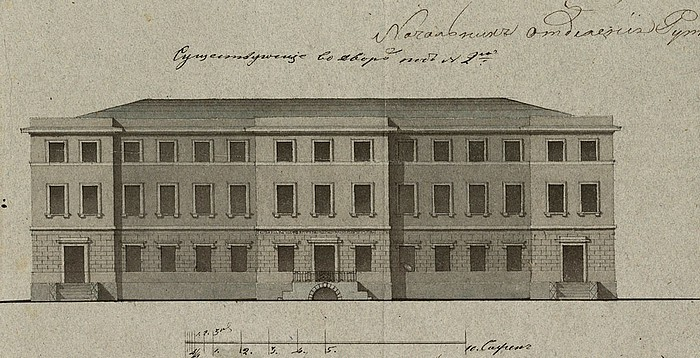
Главный дом усадьбы, рисунок 1836 г.

В XVII веке на этом месте находился двор Собакиных, из рода которых происходила третья жена царя Ивана Грозного М. В. Собакина. Позднее усадьба перешла к Стрешневым, состоявшим в родственных связях с царствующей династией Романовых (Евдокия Стрешнева стала второй женой царя Михаила Фёдоровича). В конце XVII века участком владел воспитатель Петра I боярин Р. М. Стрешнев. В это время двор выходил в переулок деревянным забором без ворот, за которым стоял фруктовый сад. С 1739 года усадьбой, в результате «полюбовной раздельной записи» после смерти матери, стал владеть внук Р. М. Стрешнева В. И. Стрешнев. В начале 1740-х годов В. И. Стрешнев становится тайным советником, сенатором и действительным камергером при малолетнем наследнике престола Иване VI. В. И. Стрешнев — один из трёх живших в переулке камергеров, в честь которых улица получила своё современное название. После смерти Стрешнева, усадьба перешла к его жене, Настасье Никитишне. К 1773 году в усадьбе Стрешневых помимо деревянных строений находилось уже два отдельных каменных здания.
В начале XIX века участком владела статс-дама Е. П. Стрешнева (в замужестве Глебова) — последняя из рода Стрешневых. После смерти мужа в 1803 году она получила право именоваться Глебовой-Стрешневой. Глебовы-Стрешневы владели участком вплоть до 1860-х годов, когда усадьба перешла купцу Герасиму Хлудову, а от него к тайному советнику И. П. Шаблыкину. В начале XX века участком владела дочь Шаблыкина, Екатерина (по мужу Денисова).

##### Строение 1

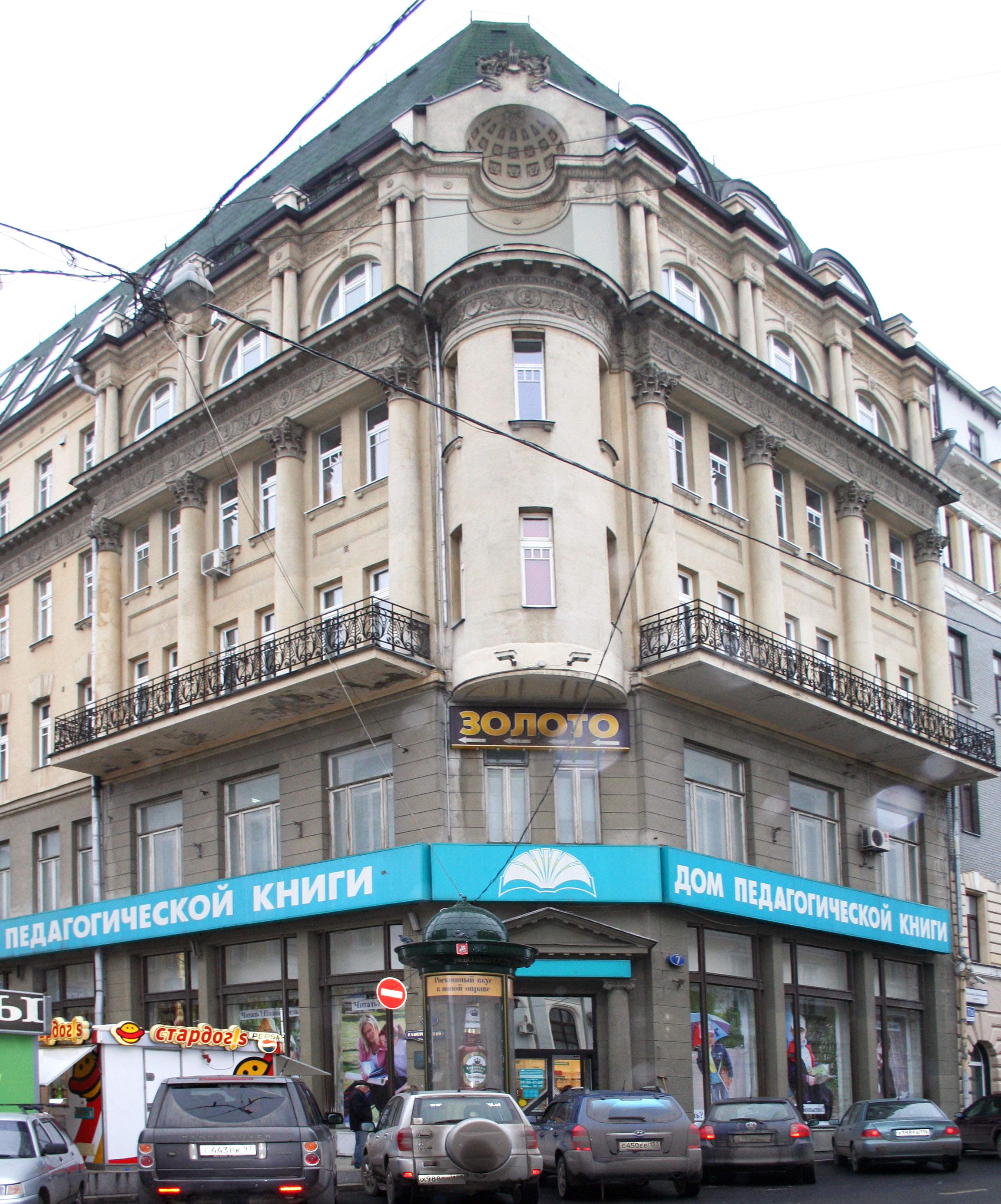
№ 5/7 стр.1, вид с Большой Дмитровки, 2009 г.

В 1913 году внучка И. П. Шаблыкина Е. А. Обухова построила на месте прежних строений усадьбы большой угловой дом по проекту архитектора В. А. Величкина (№ 5/7 строение 1). Фасад здания имеет монументальную неоклассическую композицию, в которой использованы ордерные и декоративные мотивы московского ампира. Угол дома оформлен полукруглым эркером, над которым размещена полукруглая ниша с кессонированным сводом и рельефным княжеским гербом. Дом являлся доходным и сдавался внаём под жильё и торговлю.
В 1920-е годы в здании размещался Шахматный клуб, в помещениях которого с 4 по 24 октября 1920 года прошла Первая Всероссийская шахматная Олимпиада. Победителем олимпиады стал будущий чемпион мира по шахматам А. А. Алехин. В 1924 году на первом этаже дома был открыт оптово-розничный склад московского отделения торгсектора Госиздата СССР, ставший впоследствии книжным магазином № 3 издательства «Работник просвещения». С 1936 года магазин стал называться «Просвещение», с 1945 года — магазин № 46 «Педагогическая книга», а после капитального ремонта в 1974 году он носит современное название — «Дом педагогической книги». С 1999 года магазин № 10 «Дом педагогической книги» входит в организованный в 1998 году «ГУП Объединенный Центр „Московский дом книги“». Филиал магазина находится на Кузнецком Мосту.
Помимо «Дома педагогической книги» в здании находится книжный магазин «Старая медицинская книга», работающий на этом месте с 1936 года. Здесь также находился популярный букинистический магазин «Пушкинская лавка», закрытый в начале 2000-х годов.

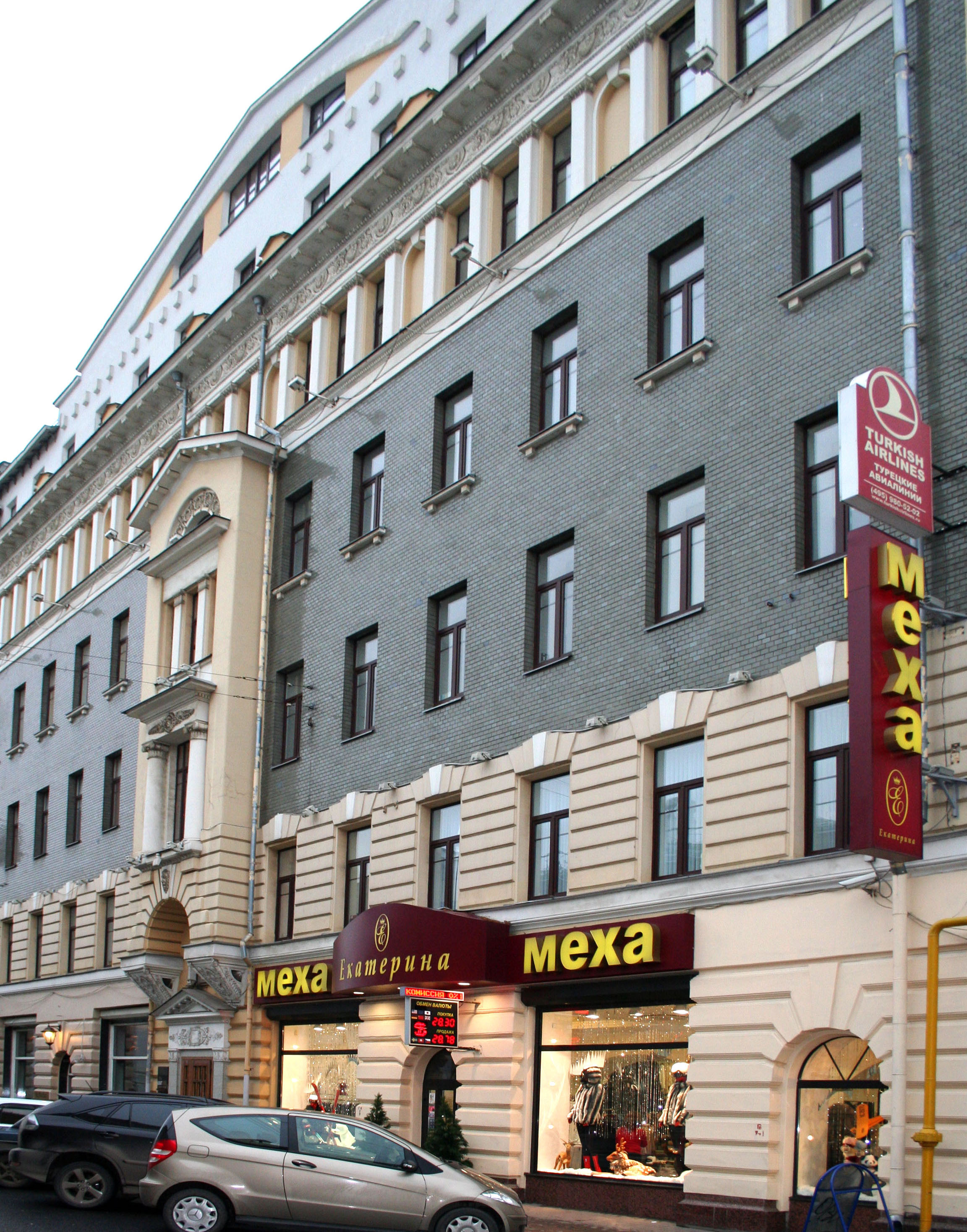
№ 5/7 стр.2, вид с Большой Дмитровки, 2009 г.

В квартире № 23 с 1921 по 1934 годы жил выдающийся русский оперный певец Л. В. Собинов. В память о певце в 1953 году на стене дома была установлена мемориальная доска по проекту архитектора Л. А. Ястржембского. Позднее в квартире Собинова жил его зять, писатель Л. А. Кассиль, о чём также сообщает установленная здесь мемориальная доска (архитектор Г. А. Мурадов). В разные годы в доме также жили: народные артисты СССР М. И. Прудкин, Н. П. Хмелёв, И. Н. Береснев, С. В. Гиацинтова, камерная певица, близкая знакомая С. В. Рахманинова Н. П. Кошиц, земский врач Н. И. Тезяков. У одного из своих друзей в конце 1920-х годов здесь останавливался писатель М. А. Шолохов. Именно в Камергерском переулке в середине 1990-х годов была обнаружена рукопись романа «Тихий дон», считавшаяся ранее утерянной. Здание является объектом культурного наследия федерального значения.
В рамках гражданской инициативы «Последний адрес» на доме установлен мемориальный знак с именем служащего Василия Алексеевича Папкова, расстрелянного органами НКВД 16 октября 1941 года. В базе данных правозащитного общества «Мемориал» есть имена 5-ти жильцов этого дома, расстрелянных в годы террора.

##### Строение 2
Шестиэтажный доходный дом, целиком выходящий фасадом на Большую Дмитровку (Камергерский переулок, № 5/7, стр. 2), также построен по заказу Е. А. Обуховой архитектором В. Д. Глазовым(по другим данным В. А. Величкиным) немного ранее соседнего углового дома — в 1908 году. Фасад здания несёт в себе стилевые черты модерна и неоклассицизма. В доме находилась квартира и мастерская меховщика М. А. Пелихина, у которого несколько лет жил здесь и работал будущий маршал Г. Жуков.
В 1990-е годы дом был реконструирован. Долгое время на первом этаже здания размещался популярный магазин «Чертёжник», закрытый во второй половине 2000-х годов. В настоящее время дом остаётся жилым, в нижнем этаже расположены магазины. Здание отнесено к разряду особо ценных градоформирующих объектов.

##### Строение 4 (Главный дом усадьбы)

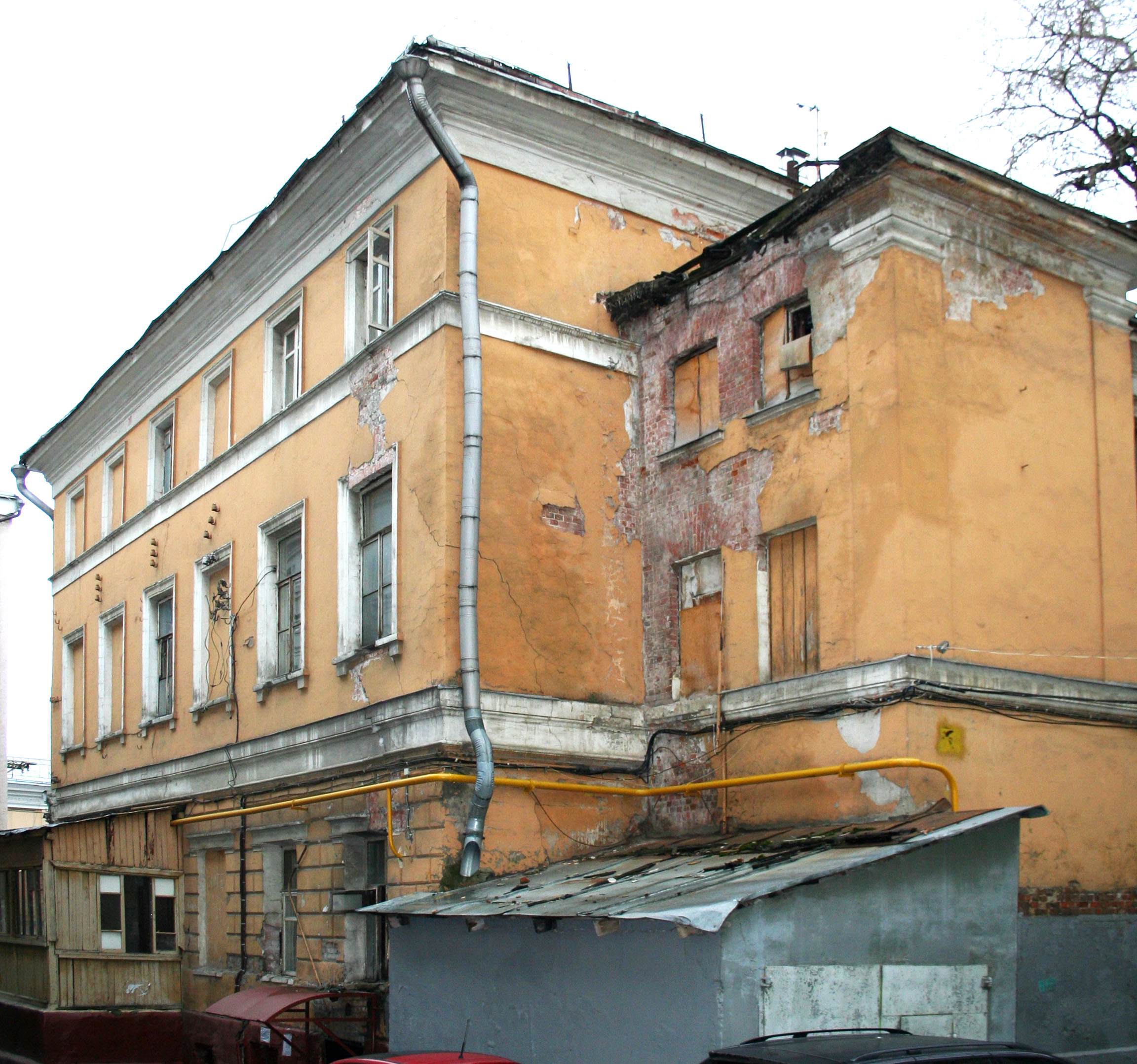
Главный дом усадьбы (№ 5/7 стр. 4), 2009 г.

Сохранившийся до наших дней трёхэтажный главный дом усадьбы Стрешневых, построенный в 1836 году, находится во дворе, параллельно Большой Дмитровке (Камергерский переулок дом 5/7 строение 5). Предположительно, один из флигелей главного усадебного дома построен архитектором В. И. Баженовым. По некоторым предположениям, дом может включать элементы более ранних построек, так как должным образом здание никогда не обследовалось.

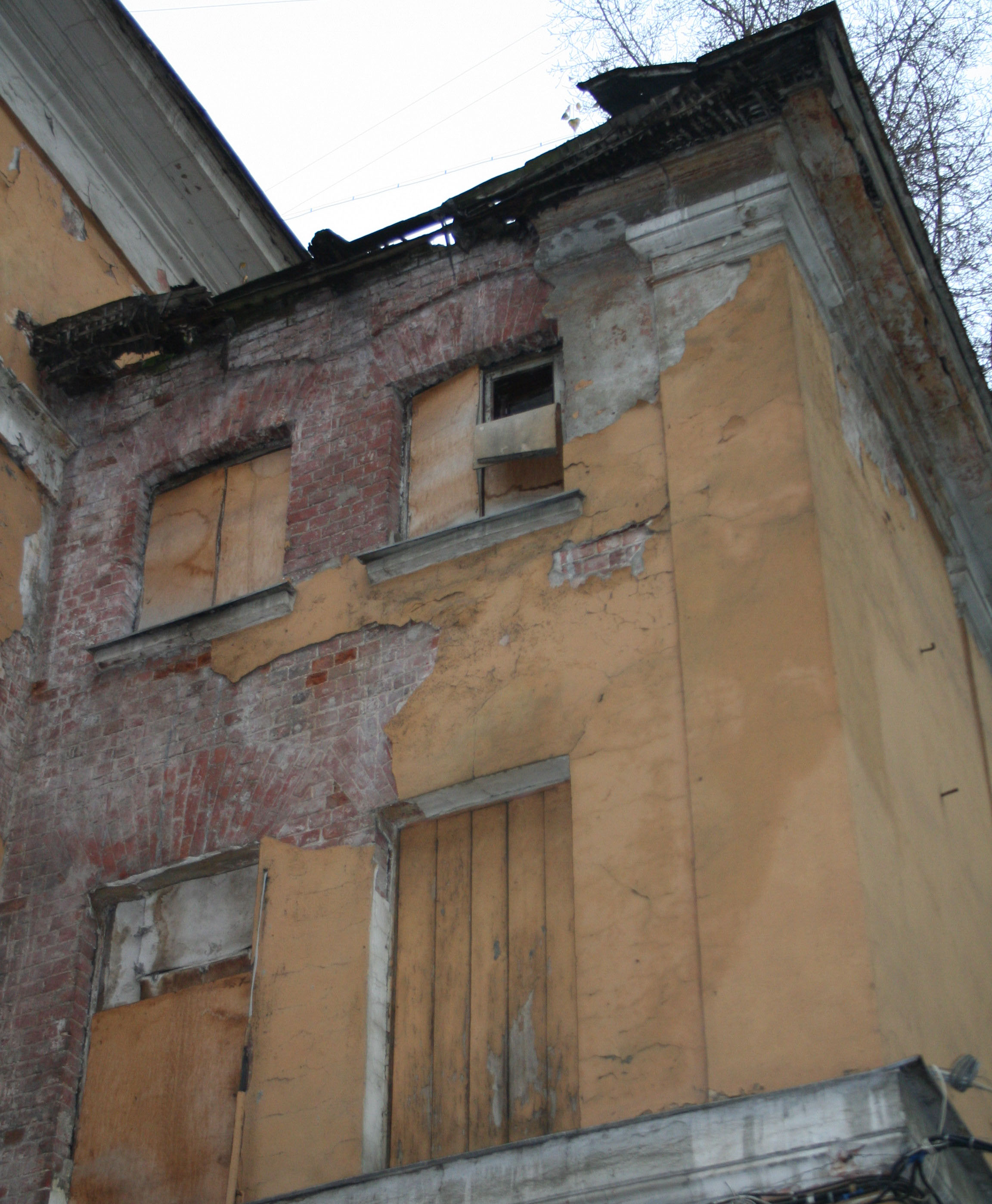
Фрагмент фасада, 2009 г.

История дома связана с жизнью поэта А. С. Пушкина. Так, в 1825 году здесь размещался магазин «дамских уборов» купца Доминика Сихлера, в котором часто бывала супруга поэта, Наталья Николаевна. В 1829—1836 годах квартиру в главном доме снимал помещик Серпуховского уезда Московской губернии, профессиональный карточный игрок В. С. Огонь-Догановский. Предположительно, здесь весной 1830 года А. С. Пушкин проиграл Огонь-Догановскому большую сумму денег. Карточный долг Пушкин выплачивал по частям в течение многих лет, последнюю часть выплатили его опекуны уже после гибели поэта на дуэли. В 1833 году в усадебном доме жил под надзором полиции близкий знакомый А. С. Пушкина, член Северного тайного общества В. А. Мусин-Пушкин.
В 1840—1850-х годах здесь жили архитектор и историк А. А. Мартынов и известный медик-акушер, профессор Московского университета М. В. Рихтер; в 1866 году в бельэтаже снимал шесть комнат писатель Л. Н. Толстой, работая над романом «Война и мир»; в 1860—1870-х годах жил книгоиздатель и переводчик «Фауста» А. И. Мамонтов; в 1880—1890-х годах — известный зоолог, издатель и редактор журналов «Природа» и «Природа и охота» Л. П. Сабанеев, известный книговед и библиограф, создатель первой в Москве общедоступной детской библиотеки А. Д. Торопов, выдающийся астроном В. К. Цераский, профессор анатомии Я. А. Борзенков, выдающийся русский математик В. Я. Цингер. В конце XIX века в строениях усадьбы находились шляпные магазины «Au Caprice» и «A la Mondaine»; квартира И. С. Аксакова и контора издаваемой им газеты «Москва»; редакция сатирического журнала «Будильник», в котором публиковались А. П. Чехов, Е. Ф. Кони, А. В. Амфитеатров, В. А. Гиляровский и другие.
Здание является ценным объектом культурного наследия регионального значения. В настоящее время архитектурный облик главного дома Стрешневых искажён многочисленными пристройками, здание находится в неудовлетворительном техническом состоянии. В 2009 году главный дом внесён в доклад Московского общества охраны архитектурного наследия (MAPS) «Московское архитектурное наследие: точка невозврата», как памятник архитектуры, находящийся под угрозой утраты.

### По чётной стороне

#### Дом писательского кооператива (№ 2)

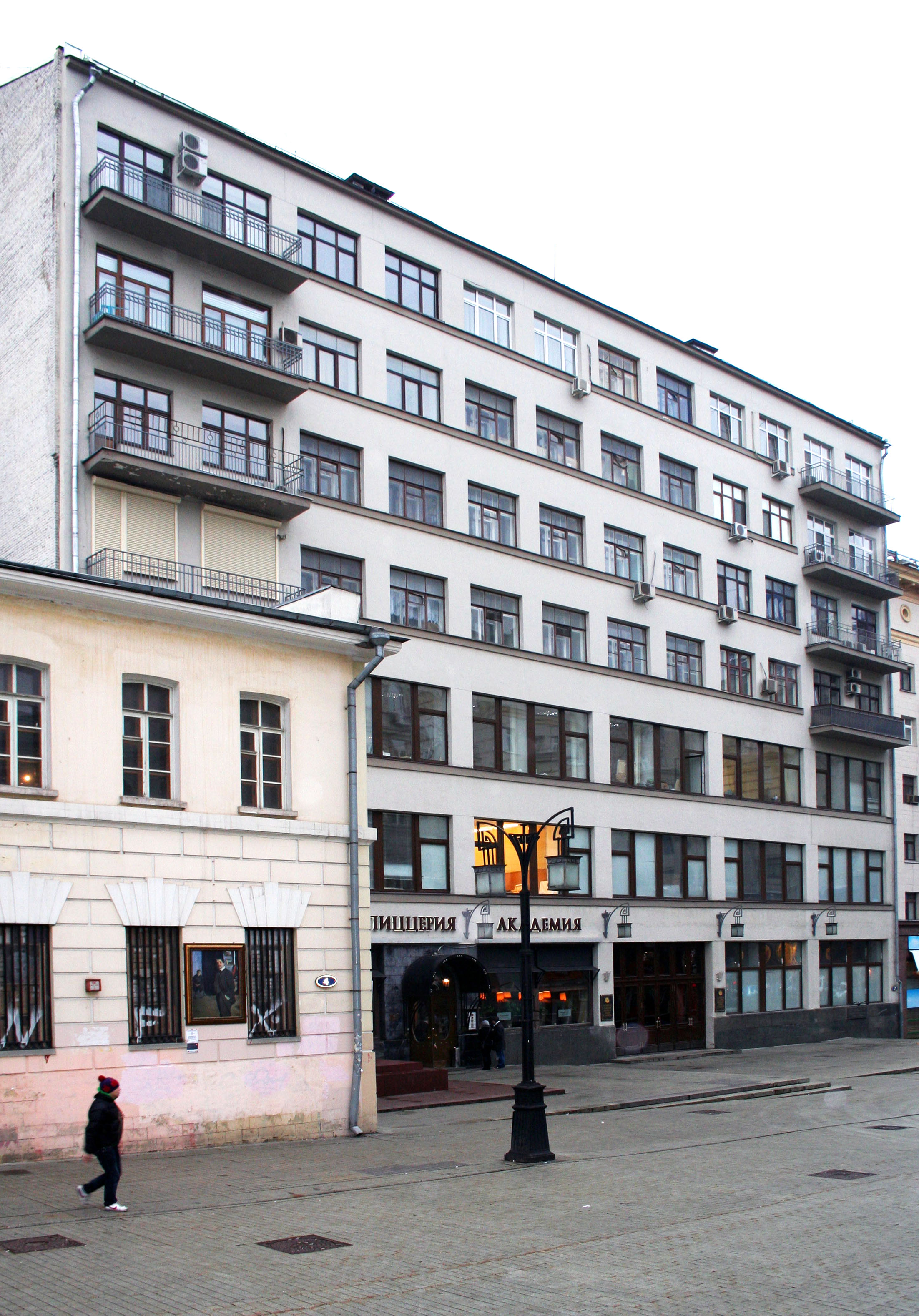
Дом писательского кооператива, 2009 г.

В конце XVII века на углу переулка и Тверской улицы стоял дом князя М. А. Голицына с конюшней и амбарами, рядом с которым находилось кладбище и дома церковного причта располагавшейся на другой стороне переулка церкви Спаса Преображения. В конце XVIII — начале XIX века домом владел действительный тайный советник, камергер князь С. М. Голицын — один из трёх живших в переулке камергеров. В 1773 году деревянные постройки С. М. Голицына сгорели и князь отстроил заново конюшню и амбар. Дома церковного причта также были отстроены заново. После сноса в 1789 году церкви Спаса Преображения, земля, где находилось кладбище и дома причта, отошли С. М. Голицыну. Во время московского пожара 1812 года все княжеские постройки сгорели вновь. С середины XIX века и вплоть до времени начала реконструкции Тверской улицы, угловую часть переулка занимало трёхэтажное здание, в котором в 1920-е годы размещалось Всероссийское общество «Долой неграмотность», членом Президиума которого являлась Н. К. Крупская
Семиэтажный дом построен в 1929—1930 годах по проекту архитектора С. Е. Чернышёва для рабочего жилищно-строительного кооперативного товарищества (РЖСКТ) «Крестьянская газета» имени Л. Б. Красина.
После заселения получил название «Дом писателей» или «Дом писательского кооператива» (реже — «первого писательского кооператива»).
Дом состоит из двух частей, при этом фасадная часть, выходящая на Камергерский переулок, по всей видимости изначально предназначалась под гостиницу: по сторонам от длинного коридора были расположены 2-х комнатные квартиры, оборудованные небольшими кухнями без окон; ванные в квартирах предусмотрены не были, жильцы устанавливали их самостоятельно, перегораживая для этого небольшие прихожие. Другая часть дома стоит во дворе, перпендикулярно примыкая к фасадной части. Здесь расположены 4-х комнатные квартиры с большими кухнями, ванными комнатами и просторными коридорами.
Заселение дома жильцами началось с середины 1931 года. Здесь находились квартиры более 40 писателей, поэтов и литераторов: А. П. Платонова с младшим братом, В. В. Вишневского, Л. Н. Сейфуллиной, М. А. Светлова, М. Б. Колосова, В. М. Инбер, Н. Н. Асеева, Ю. К. Олеши, И. П. Уткина, А. Г. Малышкина, Н. Огнёва, Э. Г. Багрицкого, К. Л. Зелинского, В. М. Бахметьева, М. С. Голодного, В. Т. Кириллова, Джека Алтаузена, Б. Н. Агапова, Я. З. Шведова, А. К. Гастева, В. П. Ильенкова, Б. Я. Ясенского и других. В доме также жил венгерский композитор Ф. Сабо, сын писателя В. П. Ильенкова советский философ Э. В. Ильенков. По воспоминаниям В. В. Полонской, в писательский кооператив был записан и стоял в очереди на получение квартиры В. В. Маяковский. В квартире у Л. Н. Сейфуллиной на некоторое время останавливалась А. А. Ахматова. Частым гостем вдовы Н. Асеева был художник-экспрессионист А. Т. Зверев.
В 1937—1940 годах к дому писательского кооператива с правой стороны было пристроено здание по проекту архитектора А. Г. Мордвинова и инженера П. А. Красильникова (Тверская улица, № 2-4), частью торцевого фасада выходящее на Камергерский переулок. В разные годы в «доме писательского кооператива» размещалось объединение «Технопромимпорт» и Министерство медицинской промышленности СССР. На торцевой стене здания висел большой термометр, на фоне которого в холодные зимы фотографировались иностранные туристы.
В настоящее время дом продолжает оставаться жилым, в первых трёх этажах располагается отделение архитектуры и скульптуры Российской академии живописи, ваяния и зодчества, основанной художником И. С. Глазуновым и с 2009 года носящей его имя. В разное время в Академии преподавали такие художники, как Олег Штыхно, Дмитрий Слепушкин, Вячеслав Клыков, Александр Шилов, Михаил Шаньков, Лейла Хасьянова, Владимир Штейн и другие. Часть первого этажа здания занимает кафе «Академия». На стене дома установлены мемориальные доски в память о Л. Н. Сейфуллиной, Н. Н. Асееве (скульптор Г. Г. Сорокин); мемориальная доска в память о М. А. Светлове (скульптор В. Е. Цигаль, архитектор Ю. Е. Гальперин) содержит традиционный текст, однако сам Светлов предлагал два других варианта надписи на доске: «В этом доме жил и не работал Михаил Светлов…» или «Здесь жил и от этого умер…». Здание является «вновь выявленным объектом культурного наследия».

#### Гостиница и ресторан И. Шевалье (№ 4 стр.1)
В конце XVII века на этом месте стоял двор сподвижника Петра I, главы Преображенского, Сибирского и Аптекарского приказов, первого в России генералиссимуса Ф. Ю. Ромодановского. В переулок владение Ромодановского выходило деревянным забором с воротами. К 1770-м годам владение перешло князю С. Н. Трубецкому, построившему здесь каменные и деревянные здания. Во время московского пожара 1812 года все строения на участке сгорели. После Трубецкого владения перешли купцу Ипполиту Шевалье, а после него Марселине Шевалье.
На месте прежних строений в 1830-е — 1840-е годы был построен дом, в котором разместилась гостиница и популярный во второй половине XIX века ресторан Шевалье, впоследствии — Шеврие.

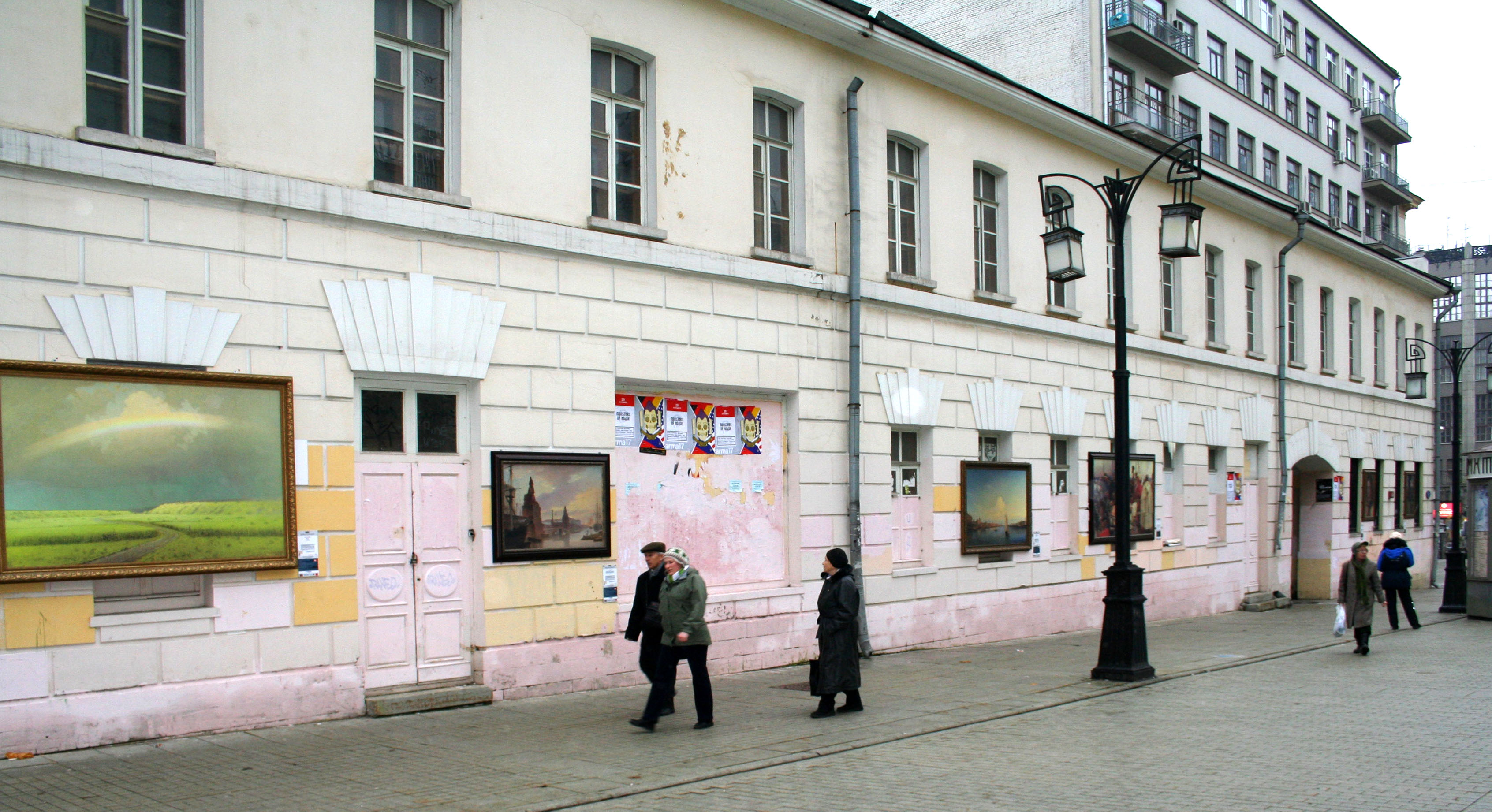
Гостиница Шевалье, 2009 г.

В гостинице останавливались Н. А. Некрасов, И. И. Пущин, А. А. Фет, Д. В. Григорович. Как пишет москвовед Александр Васькин , Л. Н. Толстой, останавливался в этой гостинице, по крайней мере, трижды: в 1850 и 1858 годах, то есть будучи холостым, и в 1862 году, уже после женитьбы на С. А. Берс. Ресторан гостиницы состоял из залы с несколькими круглыми столами и двух небольших комнат, со двора к нему примыкал полукруглый зимний сад. Одним из постоянных посетителей ресторана был П. Я. Чаадаев, который пообедал здесь и в день перед кончиной. Гостиница и ресторан Шевалье описаны Л. Н. Толстым в повести «Казаки» и романе «Декабристы», упоминаются в пьесе А. Н. Островского «Не сошлись характерами. Картины московской жизни». Остановившийся здесь в январе 1860 года французский поэт Теофиль Готье так описал гостиницу Шевалье («Voyage en Russie», 1867):

Мне дали комнаты, уставленные роскошной мебелью, с зеркалами, обоями в крупных узорах наподобие больших парижских гостиниц. Ни малейшей чёрточки местного колорита, зато всевозможные красоты современного комфорта... Из типично русского был лишь диван, обитый зелёной кожей, на котором так сладко спать, свернувшись калачиком под шубой.

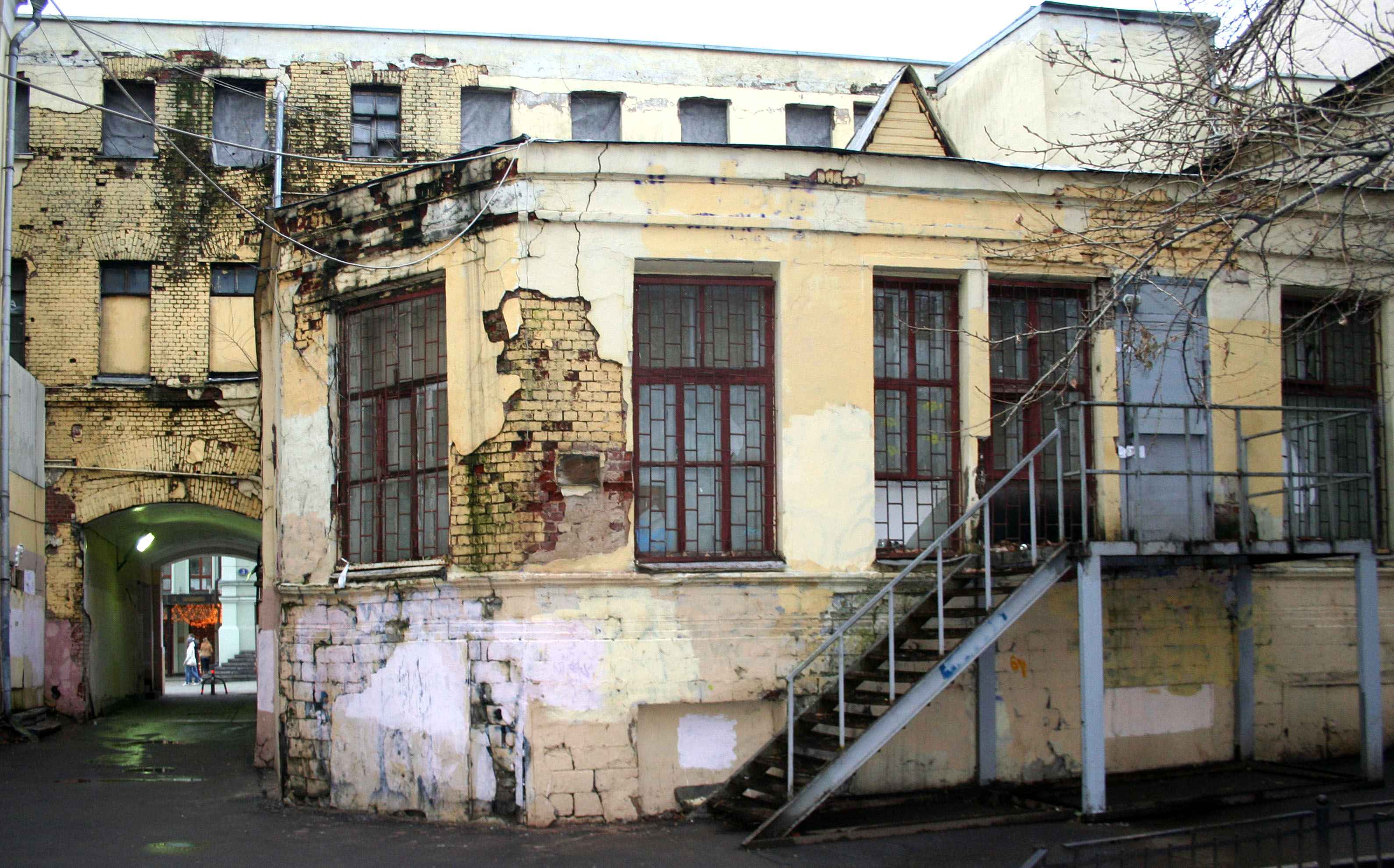
Вид здания со двора, 2009 г.

Позднее здесь разместился доходный дом «Новое время» с меблированными комнатами. В 1879 году на крыше здания была сделана временная надстройка для мастерской фотографа Императорских театров М. Н. Канарского. Сохранившуюся до наших дней надстройку можно увидеть со стороны дома № 2. В 1920-е годы в здании размещалось издательство «Новая деревня» и книжная лавка имажинистов. В 1950-е годы на первом этаже дома находилась контора «Москнига», на втором — две коммунальные квартиры. Длительное время в здании размещались творческие мастерские Московского союза художников, выведенные отсюда в 1999 году. Позднее существовали предложения сноса гостиницы и устройства на этом месте сквера с памятником К. С. Станиславскому.
В ходе реконструкции переулка в 1999 году мастерские художников были выведены из здания. С тех пор памятник архитектуры пустует, пристройки и сторона со двора продолжают разрушаться. В 1997 году было принято Постановление Московской городской думы, которым здание бывшей гостиницы И. Шевалье было отнесено к перечню памятников истории и культуры, разрешённых к приватизации. В 2003 году было принято решение о реконструкции здания и заключении инвестиционного контраката с ЗАО «Ингеоцентр», согласно которому значительная часть помещений бывшей гостиницы Шевалье должна быть передана в безвозмездное пользования МХТ имени Чехова. Существуют также планы строительства на месте уникального памятника архитектуры торгово-жилого комплекса высотой до девяти этажей, который включит в себя апартаменты, жилой корпус, торговый пассаж, подземную автостоянку. При этом, согласно проекту архитектора П. Ю. Андреева, планируется снести заднюю часть здания гостиницы, включая зимний сад ресторана, а также другой памятник архитектуры — усадьбу Матейсена по Георгиевскому переулку. В 2009 году гостиница Шевалье внесена в доклад Московского общества охраны архитектурного наследия (MAPS) «Московское архитектурное наследие: точка невозврата», как памятник архитектуры, находящийся под угрозой утраты . 17 декабря 2009 года у гостиницы Шевалье прошла акция движения «Архнадзор» под лозунгом «Остановить эпидемию вандализма», связанная с планами Правительства Москвы по реконструкции и частичному сносу памятника истории и культуры.
Перпендикулярно зданию гостиницы во дворе находится доходный дом И. Шевалье и баронессы А. Шепинг (д. 4 стр. 3), построенный в 1880 году по проекту архитектора И. М. Цвиленева (перестроен в 1899 году архитектором С. Ф. Воскресенским, реконструирован в 1980-е годы), который также ранее был внесён в перечень объектов культурного наследия.
18 мая 2015 года власти одобрили строительство многофункционального комплекса с приспособлением объекта культурного наследия и регенерацией окружающей застройки на участке Камергерский переулок 4, стр. 1, 3 — Георгиевский переулок 1, стр. 1, 2, 3 (заказчик — ЗАО «Ингеоцентр»). Гостиница Шевалье (стр. 1) наделена статусом объекта культурного наследия регионального значения только в июле 2016 года, а территория ОКН сформирована таким образом, что исключает новое строительство вплотную к нему. В 2016—2017 годах Департамент культурного наследия города Москвы выдаёт ЗАО «Ингеоцентр» ряд разрешений на сохранение ОКН и новое строительство.
По-прежнему сохраняется угроза выморачивания, поскольку долгие годы дом пустует. В последнее время первый этаж используется летом для кухни уличного кафе.

#### Доходные дома Синодального ведомства (№ 6/5)

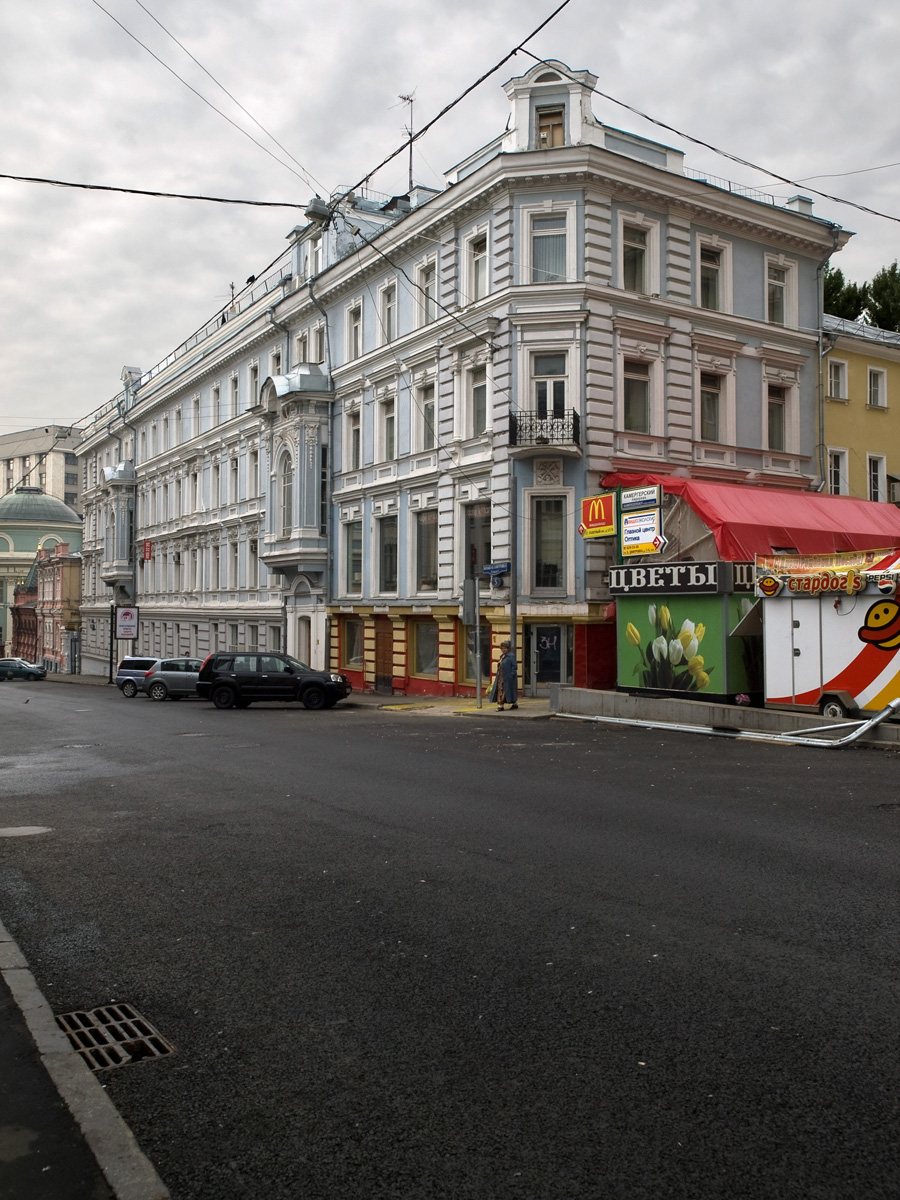
Дом № 6/5, вид с Большой Дмитровки, 2009 г.

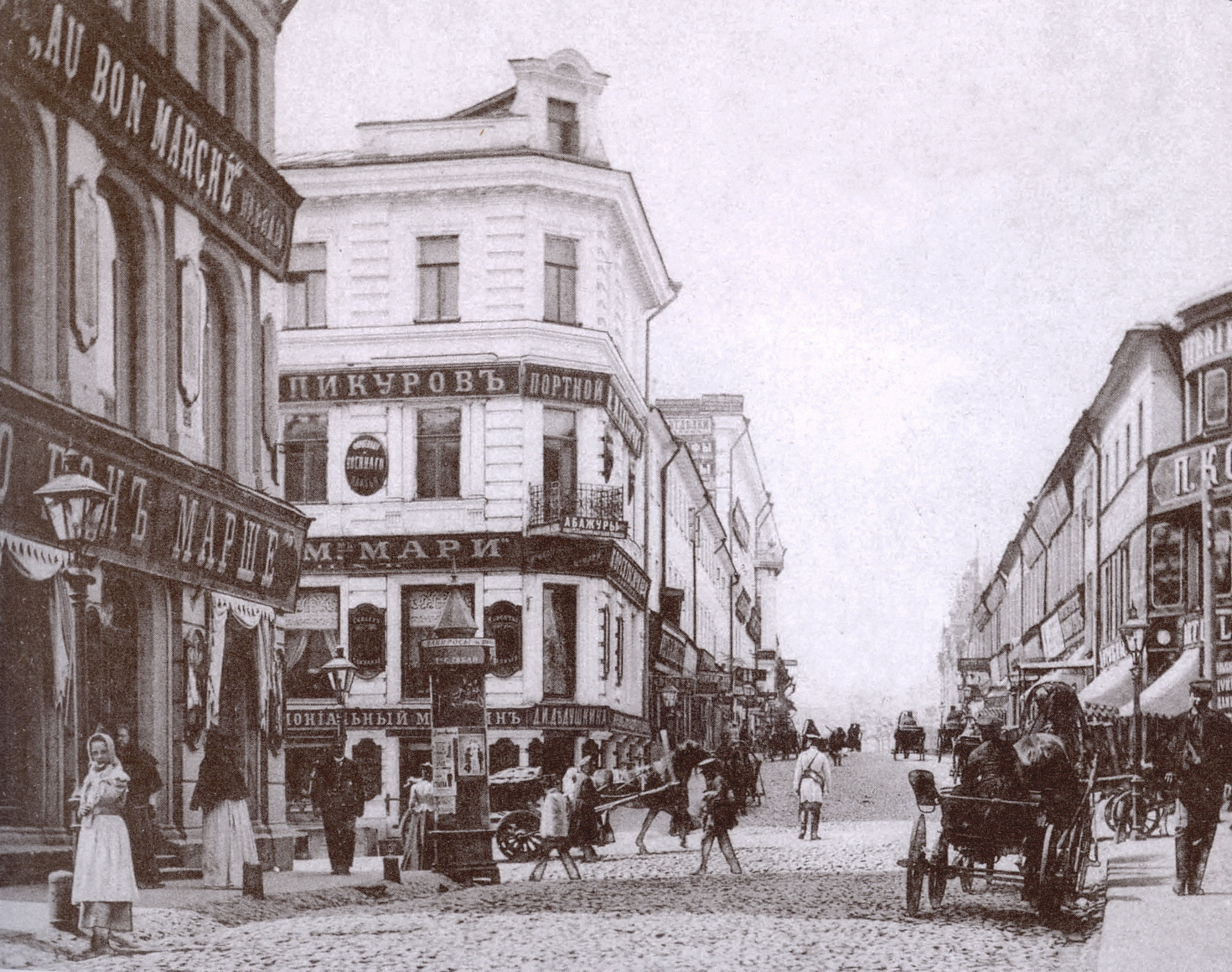
Вид на Камергерский переулок с Кузнецкого Моста, впереди слева — дом № 6/5, фото 1900—1910 гг.

В переулок выходят фасадами три дома под номером 6/5, построенные на месте бывших владений Георгиевского монастыря, упразднённого в 1813 году. Один из домов во дворе в районе пересечения с Большой Дмитровкой был построен архитектором В. И. Баженовым (не сохранился). Во второй половине XIX века дома, принадлежащие Синодальному ведомству, были надстроены, и в них были устроены помещения для лавок и магазинов.
В доходном доме, построенном на основе игуменских келий Георгиевского монастыря в 1897 году по проекту архитектора И. Г. Кондратенко, с 1903 года располагалось популярное кафе «Артистическое». Художник Анатолий Брусиловский так вспоминает об «Артистическом»:

В проезде Художественного театра, прямо напротив знаменитых дверей с лепным фронтоном, изображавшим чеховскую «Чайку», некогда покрашенную в зелёный цвет, а теперь покрытую пылью, было маленькое скромное кафе — «Артистическое». Весной 60-го там было шумно и весело. Тогда ещё не приходило в голову, что это и есть московский Монпарнас и что молодёжь, наполнявшая его, была ничем не хуже парижской.
Население «Артистички» было пёстрым и молодым. Актёры юного «Современника» Табаков, Заманский, Невинный, Валя Никулин, журналисты Свободин, Моралевич, Смелков, театральные критики Уварова, Асаркан, художники Соболев и Соостер, скульптор Неизвестный, всякая другая окололитературная публика и, конечно, девочки, прибившиеся к этому веселому богемному гнезду. Иногда захаживал и сам Булат Окуджава.
— А. Р. Брусиловский. «Время Художников»
В доме № 6/5 строение 3 в 1886 году родился русский поэт и критик Владислав Ходасевич. Здесь же в 1947—1953 годах в квартире № 6 жил, работал и скончался композитор С. С. Прокофьев. В последние годы жизни композитор работал в этом доме над балетом «Сказ о каменном цветке». Прокофьев умер в один день со Сталиным, в связи с чем близкие и коллеги композитора столкнулись в организации похорон с большими трудностями. В память о композиторе на доме установлена мемориальная доска (скульптор М. Л. Петрова). По решению Правительства Москвы от 9 августа 1995 года квартира композитора была передана Музею музыкальной культуры имени Глинки, а весь дом — фирме «Велес». Позже договор с «Велесом» был расторгнут, после чего фирма фактически разрушила квартиру Прокофьева. Открытие Музея С. С. Прокофьева состоялось лишь 24 июня 2008 года. В музее собраны нотные и литературные автографы композитора, редкие фотографии, документы и личные вещи Прокофьева. В 2009 году здание было отнесено к объектам культурного наследия (памятникам истории и культуры) народов Российской Федерации регионального значения.
В 1974—1977 годах в доме жил автор поэмы «Москва — Петушки» писатель В. В. Ерофеев.

## Транспорт
Переулок является пешеходным, движение транспорта по нему закрыто в 1998 году.
В 300 метрах от начала Камергерского переулка находится станция метро «Охотный Ряд», в 250 метрах от конца переулка — «Театральная». Неподалёку от начала переулка на Тверской улице — остановка автобусов м1, м40, е30, с344, н1, н12.

## Переулок в произведениях литературы и искусства
- В Камергерском переулке снимает комнату и живёт в ней до последней, смертельной, поездки на трамвае Юрий Живаго — главный герой романа Б. Л. Пастернака «Доктор Живаго» (1955).
- В романе Владимира Орлова «Камергерский переулок» (2008)[88] действие происходит в закусочной «Щель» в Камергерском переулке[89], в которой появляются самые различные персонажи: старожилы из окрестных домов, поэты, студенты, актёры. Новая Москва сталкивается здесь с Москвой прежней. Рассказ о закусочной автор наполняет мифами и легендами, переплетает множество сюжетных линий[88][90].